# Ñeñepolítica
La Ñeñepolítica es el nombre con el que se conoce el escándalo de compra de votos para la campaña presidencial de 2018 del expresidente de Colombia, Iván Duque Márquez, con el narcotraficante colombiano José Guillermo Hernández, conocido como el «Ñeñe Hernández». Es por este apodo que el escándalo fue bautizado de esta manera. Vincula directamente al presidente Iván Duque Márquez, a María Claudia Daza asesora personal y miembro de la UTL del expresidente Álvaro Uribe Vélez y a Nubia Stella Martínez, directora del Centro Democrático (partido del gobierno), de recibir aportes del narcotráfico para la campaña presidencial. Este escándalo político-judicial fue revelado por los periodistas colombianos Gonzalo Guillén y Julián Martínez de La Nueva Prensa.
El caso ha comprometido a varios miembros de la política colombiana, miembros del gobierno y del partido Centro Democrático.
Por sus características reviste similitudes con el Proceso 8000 de los años 90.

## Contexto

### Antecedentes
José Hernández era un próspero ganadero y empresario del Cesar, casado con la modelo María Mónica Urbina, lo que le atrajo cierta atención de la prensa. Tenía cercanía con Álvaro Uribe e Iván Duque, aunque no se ha podido establecer con certeza qué tipo de relación tenían los tres. lo inicio la periodista Amalfi Rosales en la investigación del homicidio del hijo del sastre, 2018. dio pie para que en el 2020 se destapara la Ñeñepolitica.
Hernández fue asesinado en Brasil, víctima de un robo y su caso cobró notoriedad en Colombia, pues resultó extraña la forma como murió.
Días después de su asesinato, en marzo de 2019, salieron a la luz fotos donde aparecían Hernández y un conocido narcotraficante colombiano apodado «Marquitos Figueroa». Después de esta revelación se supo que Hernández también era un narcotraficante.
Tras la muerte de Hernández, y a raíz de que el caso del homicidio de Óscar Rodríguez tenía dos años que no avanzaba en la justicia colombiana, en marzo de 2020 el abogado acusador en este caso dio a conocer las grabaciones telefónicas asociadas a Hernández ante los medios de comunicación.
Las autoridades lograr captar cerca de 25 000 conversaciones telefónicas de Hernández. El caso ha cobrado suspicacia además porque la investigación no avanzó contra Hernández durante las tenedurías de la Fiscalía por parte de los fiscales generales Néstor Humberto Martínez o Fabio Espitia.
En las grabaciones de Hernández se escucha entre otras a un fiscal advirtiéndole a Hernández sobre sus investigaciones en la Fiscalía, el robo de dineros a la campaña de Vargas Lleras que iba destinada a la compra de votos, la coordinación para una presunta compra de votos en favor de Duque, el apoyo a candidatos regionales en las elecciones, y sus negocios sobre compraventa de ganado. En las grabaciones también se escucha la manera en que Rodríguez, de forma amenazante, le pide el dinero a Hernández pero no hay indicios de la participación de Hernández en el homicidio. En una de las grabaciones se escucha a Hernández intercambiando amenazas de muerte con otro individuo en Valledupar.
En el expediente de las autoridades colombianas fue descubierto por error el audio que desató el escándalo. Se trataba en un principio de interceptaciones a las conversaciones privadas de Hernández, con el fin de encontrar a los responsables de su asesinato.

## Desarrollo

### Implicaciones
El 3 de marzo de 2020, el periodista Gonzalo Guillén destapó en el medio La Nueva Prensa el escándalo de la Ñeñepolítica, noticia que fue retomada en medios colombianos como los periódicos El Tiempo y El Espectador, y la revista Semana. Guillén reveló un audio donde se escucha una conversación entre José «Ñeñe» Hernández y una mujer, hablando sobre aportes económicos a la campaña de Iván Duque a la presidencia en el 2018, y su destinación para la compra de votos. Hoy se sabe que la mujer en el audio es Maria Claudia Daza, cercana al expresidente y senador Álvaro Uribe y asesora suya, quien fue citada a declarar ante la Fiscalía por este hecho el pasado 29 de mayo.
En las conversaciones salió a relucir que Hernández habría recibido en 2018 la suma de COP$ 1000 millones de pesos pertenecientes a la campaña presidencial de Germán Vargas Lleras con el fin de comprar votos en Valledupar. Según las conversaciones, Hernández se ufanó de haberse robado el dinero y, en cambio, usarlo para comprar votos en favor del entonces candidato presidencial por el Centro Democrático, Iván Duque, quien sería electo luego presidente de Colombia. Una mujer identificada solamente por las iniciales «MD» aseguró «me mandó Iván y Uribe para Manaure, Uribia, Riohacha y Maicao» con el fin de aunar esfuerzos para el triunfo de Duque en La Guajira.

Hernández: «Póngale cuidado, nosotros en las pasadas nos aprovechamos de la plata que se robaron de Vargas Lleras, de transporte y de cosas en estas otras no la vamos a tener, ¿usted se imagina dónde nos hubieran cogido esos ciento y pico de millones de pesos qué hubiera pasado en el Valle?,
Mauricio se lo dijo a Priscila no se dejen llevar de la vieja Francia Sierra.»

Hernández: «Yo, ayer, le decía a Priscila que nos tenemos que poner las pilas. Hay que buscar una plata para pasar debajo de la mesa, para soltarla en los departamentos».

MD: «¿Priscilla no te contó? Yo conseguí mil [millones de pesos] y fui donde el partido mío a pedir los líderes que no vayan a robar y que trabajen, y le dije a ‘Prisci’ que afinara la vaina con Alicia. Necesito que me ayudes con unos empresarios y uno les da la lista. Yo tengo una empresa que les dé la plata, o como tú quieras se puede manejar y nadie va a saber.»

Hernández: «toda esa guerra acá donde yo estoy usted sabe quién la comenzó, ni el difunto Victor tenía nada que ver, ese muchacho que mataron por la política, lo hizo la vieja Francia y la prima 'chacha'».

Esta conversación se dio a principios de junio de 2018, días después de la primera vuelta presidencial que definió a los candidatos para la segunda vuelta presidencial; Iván Duque y Gustavo Petro, este último había sacado una votación alta en La Guajira, por lo que dirigentes del Centro Democrático se enfocaron en restarle votos a Petro en esa región.
Luego de la publicación de los comprometedores audios, a través de su cuenta en Twitter, el expresidente colombiano y actual senador Uribe negó rotundamente tener relación cercana con Hernández, diciendo que no fue amigo del Neñe Hernández.

«No fui amigo ni conocido de él; es posible que hubiera asistido a alguna reunión política; son todavía muchos los que se toman fotos conmigo. Cuando lo asesinaron los directivos del Cesar me pidieron una mención de duelo. Saqué un tuit»
- Álvaro Uribe, 4 de marzo de 2020.

El 5 de marzo de 2020, el periodista Julián Martínez aseguró que «MD», la Mujer Desconocida, sería la asesora del senador Uribe, María Claudia Daza Castro, además amiga de infancia de Hernández y su esposa María Mónica. Daza Castro no negó su amistad con ambos, pero aseguró desconocer los negocios relacionados al narcotráfico en los que Hernández estaba involucrado o en compra de votos.
En las grabaciones también es mencionada una mujer de nombre «Priscila» que según Martínez sería Priscilla Cabrales, quien estuvo involucrada en la campaña de Duque a la presidencia.
El informe de Policía Judicial con las grabaciones fue trasladado a la unidad que investiga delitos electorales ya que hace referencia a supuestos dineros para campañas política. El fiscal general de la nación, Francisco Barbosa, anunció la compulsa de copias para que se investiguen presuntos actos de corrupción por la supuesta financiación irregular de la campaña del Presidente Duque.
El presidente Duque negó haber pedido recursos o haber sido amigo cercano de Hernández, a pesar de que hay fotos y videos de Duque abrazando y conversando con Hernández en eventos públicos. Duque aseguró que conoció al padre de Hernández, «El Capi», a su madre y al hermano en 1995, durante una visita a Valledupar, pero no al «Ñeñe». En las grabaciones Hernández llama a Duque «mi hermano».

Hernandez: Yo soy un tipo que me gusta el trabajo, y lo que he tenido ha sido honestamente… conmigo no han podido porque soy un tipo honesto, y mis teléfonos están interceptados […] donde yo voy, hijuep…, el fiscal general de la Nación, el que sea, me rinde pleitesía, créame, porque yo llego donde el fiscal y llego por el grande (...) si fuera un hombre deshonesto no me reciben personajes de la talla «del fiscal, Vargas Lleras» y el «presidente Uribe».

Sobre la financiación de la campaña Duque agregó:

«Siempre establecí que el manejo económico, financiero y administrativo de la campaña iba a estar centralizado en el señor Luis Guillermo Echeverry, quien fue el gerente. Tuvimos una cuenta única nacional, todas las contribuciones se recibían única y exclusivamente por el señor gerente de la campaña. Nosotros siempre sometimos cualquier contribución a más de 17 controles.»

Las grabaciones a Hernández se suman a las declaraciones que entregó la excongresista Aída Merlano, quien está prófuga en Venezuela y requerida en Colombia por corrupción electoral, que involucran a la familia Char y al empresario Julio Gerlein en Barranquilla, quienes habrían también comprado votos en favor de Duque y con su conocimiento. Los políticos barranquilleros Alex Char y la gobernadora del departamento del Atlántico, Elsa Noguera también aparecen departiendo con Hernández en fotos de su Instagram a bordo de un avión privado.
El 9 de marzo de 2020, la asesora del senador Uribe presentó su «renuncia irrevocable rechazando que se le endilgue la autoría de la conversación con el 'Ñeñe' Hernández» en la que se discute un fraude electoral de compra de votos. Su hija, Valentina Isabela Campo Daza, quien fue nombrada mediante Resolución 0596 del 14 de febrero de 2020 en el cargo de «auxiliar de Misión Diplomática» para ser asesora administrativa en el consulado de Colombia en Miami, Estados Unidos, decidió no aceptar el cargo.
Los periodistas Gonzalo Guillén y Julián Martínez han publicado una investigación de 19 artículos en La Nueva Prensa en la cual desarrollan todas las conexiones de poder con el narcotráfico, revelando, además, que el piloto oficial de la campaña de Iván Duque a la Presidencia murió en Guatemala en diciembre de 2019 transportando cocaína del Cártel de Sinaloa.

## Expediente
El proceso inició en marzo de 2020, a raíz del audio antes mencionado. El fiscal general ordenó la apertura de la investigación en la primera semana del mes de marzo.
El 1 de julio de 2020 la Fiscalía realizó un peritaje o visita judicial a la sede del partido Centro Democrático, con el fin de examinar los libros contable de la campaña de Duque del 2018, y determinar si el dinero que presuntamente «Ñeñe» Hernández aportó a la campaña ingresó efectivamente a los registros. Ésta diligencia se adelantó luego de que la directora del partido, Nubia Stella Martínez fuera vinculada con el escándalo por otro audio en el que se aprecia una conversación entre «Caya» Daza y ella, refiriéndose a un empresario venezolano de entonces identidad desconocida, que también habría aportado dinero a la campaña de Duque.  En declaración judicial, Martínez negó el ingreso de dicho aporte.
La diligencia contó con la aprobación de Uribe Vélez.
El periódico El Tiempo reveló en horas de la mañana del 1 de julio que dicho empresario era el millonario Oswaldo Cisneros, quien mencionó públicamente el interés suyo de aportar una donación a la campaña de Duque.